# Права ЛГБТ у Словенії
Права лесбійок, геїв, бісексуальних людей і трансгендерів (ЛГБТ) у Словенії з часом значно змінилися. Словенія є першою і наразі єдиною посткомуністичною та слов'янською країною, яка легалізувала одностатеві шлюби.

## Історія ЛГБТ у Словенії
Відповідно до Кримінального кодексу від 30 червня 1959 року гомосексуальні акти чоловіків були незаконними на території всієї (тепер колишньої) Югославії. У першій половині 1970-х років влада над кримінальним законодавством була передана від Федеративної Республіки восьми штатам і провінціям. Новий кримінальний кодекс, який декриміналізував гомосексуальні зносини, був прийнятий у 1976 році та набув чинності в 1977 році. Усі дискримінаційні положення були вилучені. У старому законодавстві не було згадок про лесбійські стосунки.

## Законність одностатевого сексу
Одностатеві статеві зносини дозволені з 1977 року, а вік згоди становить 15 років незалежно від статі та сексуальної орієнтації.

## Визнання одностатевих шлюбів
Зареєстроване партнерство для одностатевих пар стало законним з 23 липня 2006 року з обмеженим правом успадкування, соціального забезпечення та прав найближчих родичів.
У липні 2009 року Конституційний суд постановив, що стаття 22 Закону про реєстрацію одностатевих партнерств (RSSPA) порушує право на недискримінацію за статтею 14 Конституції за ознакою сексуальної орієнтації, і вимагав від законодавчої влади виправити встановлену невідповідність протягом 6 місяців.
3 березня 2015 року Асамблея прийняла законопроєкт про легалізацію одностатевих шлюбів 51 проти 28 голосів. 10 березня 2015 року Національна рада відхилила пропозицію вимагати від Асамблеї повторного голосування за законопроєкт 14-23 голосами. Противники законопроєкт запустили петицію про референдум. Автори петиції набрали більш ніж достатньо підписів для проведення референдуму. 22 жовтня 2015 року, голосуючи 5 проти 4, Конституційний суд постановив, що Національна асамблея не може тлумачити конституцію та що голосування за блокування референдуму було незаконним. Словенські католицькі групи та Папа Римський Франциск закликали людей голосувати проти законопроєкту про одностатеві шлюби. Референдум відбувся 20 грудня 2015 року, і законопроєкт був відхилений.
21 квітня 2016 року Асамблея схвалила законопроєкт про надання одностатевим партнерам усіх прав на шлюб, за винятком спільного усиновлення та штучне запліднення. Була подана петиція про референдум, але президент Асамблеї не дозволив референдум. Він назвав це порушенням закону про референдум. Закон набув чинності 24 травня 2016 року і почав діяти 24 лютого 2017 року без змін у шлюбі (лише цивільне партнерство).
16 червня 2022 року Конституційний суд Словенії проголосував у судовому рішенні, що законодавче визначення шлюбу як спільності життя чоловіка та дружини є неконституційним, таким чином легалізувавши одностатеві шлюби. Рішення суду було опубліковано 8 липня 2022 року і набрало законної сили днем пізніше, 9 липня. Національні збори прийняли акт про виконання рішення 4 жовтня 2022 року 48 голосами проти 29. 11 жовтня Національна рада наклала вето на цей акт, але 18 жовтня він був повторно підтверджений Національними зборами 51 проти 24 голосів.
31 січня 2023 року в Словенії набув чинності новий закон, який легалізує одностатеві шлюби та дозволяє одностатевим парам усиновлювати дітей спільно. Можливість вступати в зареєстровані одностатеві партнерства була закрита після того, як набрав чинності новий закон про одностатеві шлюби.

## Захист від дискримінації
З 1998 року дискримінація за ознакою сексуальної орієнтації на робочих місцях заборонена. Те саме стосується шукачів роботи. Дискримінація за ознакою сексуальної орієнтації також заборонена в багатьох інших сферах, включаючи освіту, житло та надання товарів і послуг. Однак антидискримінаційні закони є розпливчастими та відкриті для тлумачення, а отже, дуже рідко застосовуються. У липні 2009 року Конституційний суд постановив, що стаття 14(1) Конституції Словенії забороняє дискримінацію за ознакою сексуальної орієнтації.
17 лютого 2016 року уряд представив новий антидискримінаційний законопроєкт, який, зокрема, забороняє дискримінацію за ознаками сексуальної орієнтації, гендерної ідентичності та гендерного самовираження. Він був схвалений Національними зборами 21 квітня 50 голосами проти 17. Нацрада не вимагала від Асамблеї повторного голосування за законопроєкт. 28 квітня профспілка трудових мігрантів SDMS подала звернення з необхідними 2500 підписами, щоб дозволити продовжити звернення до референдуму. Однак 5 травня спікер Національної асамблеї Мілан Брглез відмовився встановити 35-денний термін, протягом якого ініціатори могли б зібрати 40 000 дійсних підписів для проведення референдуму, стверджуючи, що ця та кілька інших ініціатив SDMS референдуму є зловживанням закони про референдум. Наступного дня він відправив законопроєкт на оприлюднення. Він був проголошений президентом Борутом Пахором і опублікований в офіційному журналі 9 травня 2016 року. 10 травня SDMS оскаржила рішення Брглеза в Конституційному суді. У липні 2016 року Конституційний суд відхилив оскарження.

## Громадська думка
Дослідження Євробарометра, опубліковане в грудні 2006 року, показало, що 31 % опитаних словенців підтримують одностатеві шлюби, а 17 % вважають, що гомосексуалам слід дозволити усиновлювати дітей (середній показник по ЄС 44 % і 33 %).
Опитування, проведене Delo Stik у лютому 2015 року, показало, що 59 % опитаних словенців підтримують одностатеві шлюби, а 38 % підтримують усиновлення одностатевими парами. Опитування також оцінило підтримку законопроєкту про одностатеві шлюби, який тоді обговорювався в Національних зборах. Результати показали, що незначна більшість (51 %) опитаних словенців підтримали законопроєкт.

## ЛГБТ-рух у Словенії
Рух лесбійок і геїв був активним у Любляні з 1984 року, коли MAGNUS, гей-секція в ŠKUC (Студентський культурно-мистецький центр, Любляна), була заснована як «Культурна організація соціалізації гомосексуалів». У 1985 році була заснована пролесбійська феміністична група Lilit, а в 1987 році — LL, лесбійська група в ŠKUC. У 1990 році Магнус і Л. Л. заснували національну агітаційну організацію для лесбійок і геїв Roza Klub.
В інших частинах країни немає або дуже мало організацій щодо сексуальної орієнтації.

## Соціальні умови

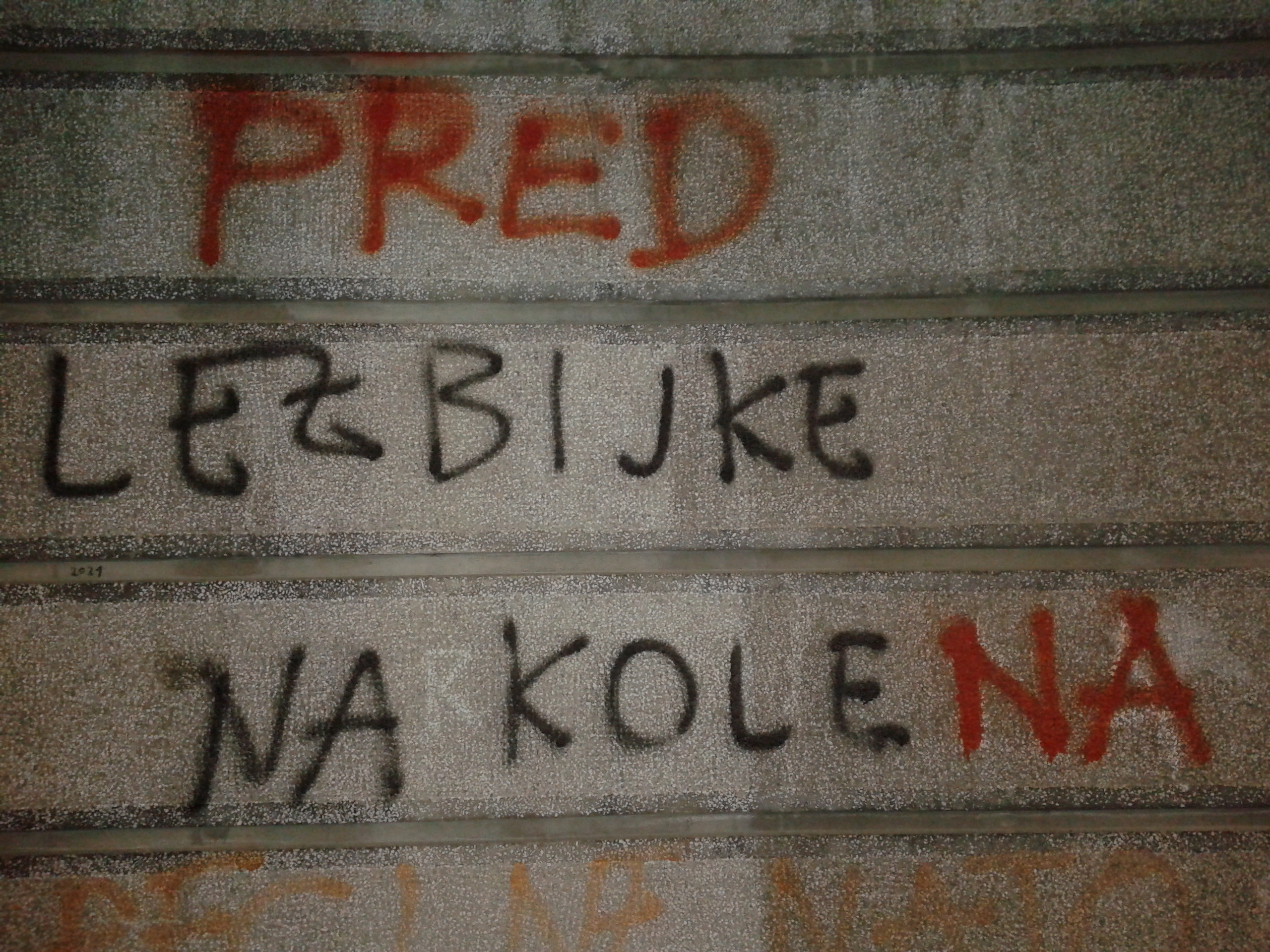
Графіті в Крані, на якому спочатку було написано Lezbijke na kole («(Посадити) лесбійок на кол» словенською мовою, пізніше змінене на Pred lezbijke na kolena («Стань на коліна перед лесбійками»)

### Гей-культура
У Любляні є багато гей-френдлі клубів і барів. Почавши з небагатьох, з кожним роком кількість збільшується. Одну суботу на місяць у клубі K4 в Любляні проводяться вечірки для геїв та лесбійок (K4 ROZA). У клубах Factory і Bolivar проходять гей- і лесбійські вечірки, організовані групою Jing Jang. Вечірки там відбуваються зазвичай раз на місяць. Інші гей-френдлі бари та клуби в Любляні — Lan, Tiffany і Galerija.

### Насильство проти ЛГБТ
По всій Словенії були численні випадки насильницького нападу на геїв, включаючи напад, який стався в червні 2009 року під час літературного заходу в одному з відомих гей-барів Любляни Open. Активіст за права геїв і радіожурналіст Мітя Блажич був госпіталізований після нападу восьми молодих чоловіків у чорних масках зі смолоскипами.
У 2007 році в Маріборі кількох людей побили молоді чоловіки під час прайд-параду.
У березні 2019 року у вікно ЛГБТ-НУО Društvo DIH — Enakopravni pod mavrico кинули цеглу.
У 2019 році в Мурській Соботі кілька осіб побили гея. У нього поранення нирок і кілька зламаних ребер.
1 листопада 2019 року група осіб розгромила ЛГБТ-клуб Tiffany рано вранці на Метелковій у Любляні та погрожувала персоналу насильством.

## Зведена таблиця
| Одностатевий секс легальний                                          | (З 1977)                  |
| Рівний вік згоди (15)                                                | (З 1977)                  |
| Антидискримінаційне законодавство у сфері зайнятості                 | (З 1998)                  |
| Антидискримінаційне законодавство у сфері надання товарів і послуг   | (З 1998)                  |
| Антидискримінаційні закони в усіх інших сферах (включаючи ворожнечу) | (З 2009)                  |
| Одностатеві шлюби                                                    | (З 2022)                  |
| Визнання одностатевих пар                                            | (З 2006)                  |
| Усиновлення пасинків одностатевими парами                            | (З 2011)                  |
| Спільне усиновлення одностатевими парами                             | (З 2022)                  |
| Усиновлення однією ЛГБТ-людиною                                      | Yes                       |
| ЛГБТ дозволили відкрито служити в армії                              | Yes                       |
| Право на зміну юридичної статі                                       | [ 39 ]                    |
| Гомосексуальність знято з категорії хвороби                          | Yes                       |
| Доступ до ЕКЗ для лесбійських пар                                    | No                        |
| Конверсійна терапія заборонена законом                               | No                        |
| Комерційне сурогатне материнство для одностатевих пар                | (Заборонено для всіх пар) |
| ЧСЧ дозволили здавати кров                                           | (З 2022)                  |